# Joe King (guitariste)
Pour les articles homonymes, voir Joe King et King.
Joe King, né Joseph Aaron King le 25 mai 1980 dans le Colorado, est un musicien et auteur-compositeur américain reconnu pour être le guitariste du groupe de rock américain The Fray depuis 2002. 

## Biographie
Originaire du Colorado, Joe King a étudié à la Faith Christian Academy d'Arvada. 

### Carrière
En 2002 avec Isaac Slade, ils forment le groupe The Fray. Le groupe est complété par la suite avec Ben Wysocki à la batterie et Dave Welsh à la guitare.
Il joue de la basse, comme sur le morceau Turn Me On de son groupe. Joe King a commencé à jouer du piano très jeune, mais a préféré, en grandissant apprendre la guitare.

## Vie privée
En 1999, à l'âge de 19 ans, Joe King se marie une première fois à une dénommée Julie - avec qui il a deux filles : Elise Madison King (née le 20 septembre 2002) et Ava Julie King (née en 2004). Le couple se sépare en 2009, puis divorce officiellement en 2011. Il s'inspire de son divorce pour composer la célèbre chanson Never Say Never de son groupe.
En février 2012, il rencontre l'actrice américaine Candice Accola lors du Super Bowl XLVI. Ils se fiancent en mai 2013, puis se marient le 18 octobre 2014 à La Nouvelle-Orléans, en Louisiane. Le couple a deux filles : Florence May King (née le 15 janvier 2016) et Josephine June King (née le 1er décembre 2020). Le 29 avril 2022, Candice Accola demande le divorce.